# 上饶东岳庙
28°27′04″N 117°59′29″E / 28.45111°N 117.99139°E
上饶东岳庙位于中国江西省上饶市东郊琅琊山（云碧峰国家森林公园）内，是祀奉東嶽大帝的庙宇。1983年被列为上饶市文物保护单位。
东岳庙现有前殿及左右钟鼓楼、正殿及东西配殿等建筑。
东岳庙内保存有鸡应寺铜钟。鸡应寺铜钟原为天宁寺铜钟，高2.8米，直径1.7米，厚0.12米，现重为4.12吨，顶挂有双龙装饰，底沿呈莲花瓣形，造型古朴。钟身有铭文和捐助者姓名、款额。最初属五代信州剌史周本所铸，初重2400斤。今为宋建炎元年（公元1127年），由会首刘能等重铸。1964年被列为江西省文物保护单位，并从老信江书院东侧内运至东门外原公园，并修建钟亭。文革时期，铜钟龙首纽被窃锯了四条腿.1998年铜钟搬至东岳庙，现修建了钟楼保管。
- 前殿
- 前殿和钟楼，钟楼内存有鸡应寺铜钟
- 正殿
- 正殿